# Pringsurat (Kajen)
Pringsurat is een bestuurslaag in het regentschap Pekalongan van de provincie Midden-Java, Indonesië. Pringsurat telt 1520 inwoners (volkstelling 2010).